# Tim Richards
Tim Richards (* 23. Juni 1952 in London) ist ein britischer Musiker (Piano, Komposition) und Autor des Modern Jazz, dessen Wurzeln deutlich im Blues liegen.

## Leben und Wirken
Richards erhielt, nachdem er achtjährig im Wartezimmer seines Zahnarztes das Klavier entdeckte, klassischen Unterricht. Im Alter von vierzehn Jahren brachte er sich, nachdem er Otis Spann und Thelonious Monk im Fernsehen erlebte, sich selbst das Jazzpiano autodidaktisch bei. 1979 gründete er gemeinsam mit Paul Dunmall das Quintett Spirit Level. Die Band erhielt nach der Veröffentlichung ihres Albums Mice in Wallet den ersten Preis beim Jazzfestival in Dünkirchen und tourte in den folgenden Jahren ausgiebig in Europa. Insgesamt veröffentlichte Spirit Level sieben Alben und wurde 1995 als Best Small Group für die  in British Jazz Awards nominiert. 1993 gründete er London Blues Band, zu der Gitarrist Jon Taylor und Saxophonist Briand Iddenden gehörten. Er leitete die Großformation Great Spirit, zu der Musiker wie Pete King, Ed Jones, Gilad Atzmon, Denys Baptiste, Tony Kofi, Jason Yarde, Roger Beaujolais oder Seb Rochford gehörten. Diese Gruppe hat zwei Alben vorgelegt. Er tritt auch im Trio mit Bassist Dominic Howles und Drummer Jeff Lardner auf.
Richards ging weiter mit den Bluesmusikern Joe Luis Walker und Otis Grand auf Tournee. Weiterhin spielte er mit Jim Mullen, Jean Toussaint, Sigi Finkel oder Roland Perrin.

## Werke
- Blues Piano, mehrbändige Reihe mit Begleittext, Tim Richards (Autor)
- Improvising Blues Piano. Tim Richards (Komponist). ISBN 978-1-84761-512-1
- Tim Richards: Exploring Jazz Piano, Vol. 1, ISBN 978-1-902455-24-2
- Tim Richards: Exploring Jazz Piano, Vol. 2, ISBN 978-1-902455-25-9
- Tim Richards: Exploring Latin Piano (mit John Crawford de Cominges), ISBN 978-1-84761-135-2

## Lexikalischer Eintrag
- Ian Carr, Digby Fairweather, Brian Priestley: Rough Guide Jazz. Der ultimative Führer zur Jazzmusik. 1700 Künstler und Bands von den Anfängen bis heute. Metzler, Stuttgart/Weimar 1999, ISBN 3-476-01584-X.